# Nshakashokwe
Nshakashokwe – wieś w Botswanie w dystrykcie Central. Według spisu ludności z 2011 roku wieś liczyła 2168 mieszkańców.